# Cae la noche (álbum)
Cae La Noche es el nombre de un álbum de estudio del cantante español Dyango. Fue publicado por EMI Music a inicios de 1988. Obtuvo una nominación al Premio Grammy a la Mejor Interpretación de Pop Latino en la 31°. entrega anual de los Premios Grammy.

## Lista de canciones
1. Ahora - 4:00
2. Penas de Amor - 3:58
3. Doble Vida - 3:42
4. Amen - 3:25
5. Doctor - 4:21
6. Afortunado en el Juego - 3:53
7. Cantar, Vivir, Amar - 3:30
8. Era Mía - 4:04
9. Insoportable Amor - 3:44
10. Escrito en el Cielo - 3:30

- Datos: Q101209713